# 中华人民共和国被迫害人士列表
本条目为中华人民共和国建国以来被迫害的人士、集体、事件列表。包括被正式平反的人士、政府和媒体承认受迫害的人士。暂未平反的人士、事件不在此列表。

## 1978年后
冤案
- 聂树斌：1995年4月25日河北省高级人民法院作出死刑判决[1]，于1995年4月27日被执行枪决，当时未满21岁。2016年12月2日，改判无罪。
- 赵作海：1999年，河南省商丘中院以故意杀人罪判处赵作海死刑，缓期二年执行。2010年5月8日，河南省高级人民法院宣告赵作海无罪。赵作海在监狱中服刑10多年。5月10日此案检方承认公安机关审理期间存在刑讯逼供。[2]

## 反右
- 徐洪慈。1957年6月，徐洪慈等14名同学贴出共51条意见的大字报，51条意见包括对中共的意见，对学校及专业设置的意见等。后被打成“极右”分子，开除党籍、学籍，送到农场劳动教养。文革爆发后以反革命罪被判处有期徒刑20年。1984年8月31日，云南省丽江地区中级人民法院为徐洪慈彻底平反[3]。

## 反党小说《刘志丹》案
- 贾拓夫

时任国家经济委员会副主任，曾在陝北工作。对作品提出修改意见，因本案被迫害至死，死因至今不明。
- 马文瑞

劳动部首任部长，曾受李建彤采访。在贾拓夫死后，成为“习、马、刘反党集团”的头目之一，马文瑞被关进监狱五年

## 文化大革命

### 党政干部
刘少奇
原中国国家主席。文革期间被批判为“走资本主义道路的当权派”并冠以“叛徒、内奸、工贼”进行批判，1968年被开除出党、撤销党内外一切职务，1969年在放逐、拘禁中于河南开封病死。1980年2月24日，中共十一届五中全会一致通过《关于为刘少奇同志平反的决议》，决定为刘少奇平反，恢复了他作为“党和国家领导人之一”的名誉。5月17日在北京人民大会堂隆重举行刘少奇追悼大会，中共中央副主席、全国政协主席邓小平代表中共中央致悼词。当天全国下半旗致哀，并停止一切娱乐活动。
贺龙
时任中共中央军委副主席。贺龙事件，又称二月兵变。文化大革命爆发不久，贺龙对文革中无限上纲的作法表示不满。林彪和康生指控贺龙准备推动“二月兵變”，企图刺杀毛泽东，又指国家体委是「贺龙的独立王国」，「混进了大批叛徒、特务和走资派。1969年6月8日，贺龙在糖尿病恶化的情况下並未使用胰島素治療，反而被注射高滲葡萄糖溶液，9日即因糖尿病酸中毒病逝於301醫院。九一三事件后，毛泽东于1973年底在军委会上承认在对待贺龙的问题上“搞错了”，并说“我听了林彪一面之辞，所以我犯了错误”。1974年9月29日，中央发表了《关于为贺龙同志恢復名誉的通知》，然而这一决定仍有所保留。1982年10月，中共中央又作出了《为贺龙同志彻底平反的决定》:382。
罗瑞卿
中国国务院副总理、中国人民解放军总参谋长。罗瑞卿事件。1966年3月4日－4月8日“中央工作组”在北京开会以揭发批判罗瑞卿，会议最后作出了《关于罗瑞卿同志错误问题的报告》称其：“敌视和反对毛泽东思想，诽谤和攻击毛泽东同志。”“推行资产阶级路线，反对毛主席军事路线，擅自决定全军大比武，反对突出政治。”“搞独立王国。”“公开向党伸手，逼迫林彪同志‘让贤’、让权，进行篡军反党的阴谋活动。”“妄图夺取兵权，达到他篡军反党的罪恶目的”，是“打着红旗造反”的“埋藏在我们党内的‘定时炸弹’。”会议期间3月18日，罗瑞卿从三楼跳下导致双脚跟骨致伤，被送入北京医院治疗。文化大革命结束后，罗瑞卿得以平反。

### 科学技术人士
| 人物   | 被迫害情况 |
| ------ | --- |
| 姚桐斌 | 1968年6月8日在文革运动中被大量暴民毒打致頭部重傷，並被暴民阻撓而失救致死 ，去世时年仅45岁。1983年被追认为革命烈士，1985年获得国家科学技术进步特等奖，1999年被中国政府追认为两弹一星功勋奖章获得者。 |
| 赵九章 | “文革”期間受到造反派迫害，1968年10月25日服安眠藥自殺。1999年被追认為兩彈一星元勳之一。 |
| 熊庆来 | 在文革期间被迫害，被扣上“反动学术权威”帽子，被打成“熊（熊庆来）华（华罗庚）黑线”。1969年2月3日深夜，在北京逝世，享年76岁。1978年，被列入第一批平反昭雪的名单，得到平反。 |
| 叶企孙 | 1967年，叶企孙以“CC特务”的罪名被军委办公厅批捕。在关押期间，叶企孙受尽身体折磨和人格侮辱。由于大小便失禁，被褥终日潮湿，衣服少有更换。为减轻痛苦，他整日整夜坐着，致使两腿肿胀，皮肤发黑变硬。直到1972年5月，上面宣布“叶企孙的问题是敌我矛盾按照人民内部矛盾处理”，叶企孙才得到安置。 |
| 钱三强 | 中国第一颗原子弹爆炸成功后仅仅三天，钱三强就被派往河南农村参加“四清”运动，接受贫下中农的再教育。 |
| 陈景润 | “文化大革命”开始后，在中国科学院，陈景润被视为“资产阶级黑线人物”和“白专道路的典型”，顺理成章地成为专政对象，被关了起来。 |
| 钱伟长 | 1957年6月9日，《光明日报》发表钱伟长、曾昭抡、华罗庚等五人联名的《对于有关我国科学体制问题的几点意见》，提出应减轻科学家行政兼职、保证其科研时间、改善科研条件等意见，这些意见虽然中肯，但发表之日却是毛泽东部署的反右运动箭在弦上之时。“几点意见”很快就被打成“反社会主义的科学纲领”，遭到猛烈批判。昔日许多朋友、学生和同事，此时都毫不留情地口诛笔伐。1957年下半年，钱伟长的本兼各职几乎悉数被拿掉，从一级教授降为三级教授。 |

#### 其它人士
容国团
生于英属香港，男子乒乓球运动员，为中华人民共和国首位运动项目世界冠军，因写申请参加比赛遭红卫兵批斗为修正主义，1968年6月20日上吊自杀。1978年国家体委为容国团恢复名誉，并补开了追悼会。容国团与傅其芳、姜永宁并称为中国乒坛“三英”。

### 事件

#### 沙甸事件
1979年2月，中共十一届三中全会后，中共云南省委和昆明军区党委经中央批准联合发出通知为“沙甸事件”平反，检讨错误，并彻底推翻之前的结论，并释放被捕的数名穆斯林民众。1987年8月，中共云南省委发出补充通知，“沙甸事件”彻底平反。

#### 四五运动
1976年4月4日至5日清明节期间，大批北京群众自发在天安门广场悼念已故国务院总理兼全国政协主席周恩来，同时用非暴力形式以此来表达对四人帮的不满的情绪。4月4日，中共中央政治局认为纪念活动背后有人操纵，定性为“反革命”性质，当晚开始清理广场上的花圈和标语。5日，在广场的群众发起大规模抗议，与清场的民兵、工人、公安发生冲突。当晚，北京出动1万多民兵、公安和卫戍部队，以木棒暴力驱散了在广场进行悼念活动的群众。事后，中央政治局将事件定性为反革命政治事件，认为当时主持中央工作的副总理邓小平是事件总后台，撤销了邓小平在党内外的一切职务。
1978年11月14日，经中共中央政治局常委会批准，中共北京市委宣布四五天安门事件是革命行动，受迫害及被捕入狱者获得平反。11月25日，中央工作会议召开全体会议，中共中央政治局在会上正式宣布：“天安门事件”完全是革命的群众运动，为“天安门事件”公开彻底平反。

### 杨、余、傅事件
1968年3月，杨成武（代总参谋长、军委常委）、余立金（空军政治委员）、傅崇碧（北京卫戍区司令员、北京市革命委员会副主任）被指“阴谋夺取空军大权”“武装冲击中央文革”，为“二月逆流”翻案，是“二月逆流”的“新反扑”。1968年3月22日，中共中央、国务院、中央军委、中央文革下令撤消三人职务，杨成武被指为“叛徒”遭逮捕。
九一三事件后，毛泽东称“此案处理可能有错，当时听了林彪一面之辞”。毛死后的1979年春，中共中央将事件定为“冤案”，彻底平反。